# Магдалена-Текисистлан
Магдалена-Текисистлан (исп. Magdalena Tequisistlán) — муниципалитет в Мексике, входит в штат Оахака. Население — 6014 человек.